# Vertrag von Petrópolis

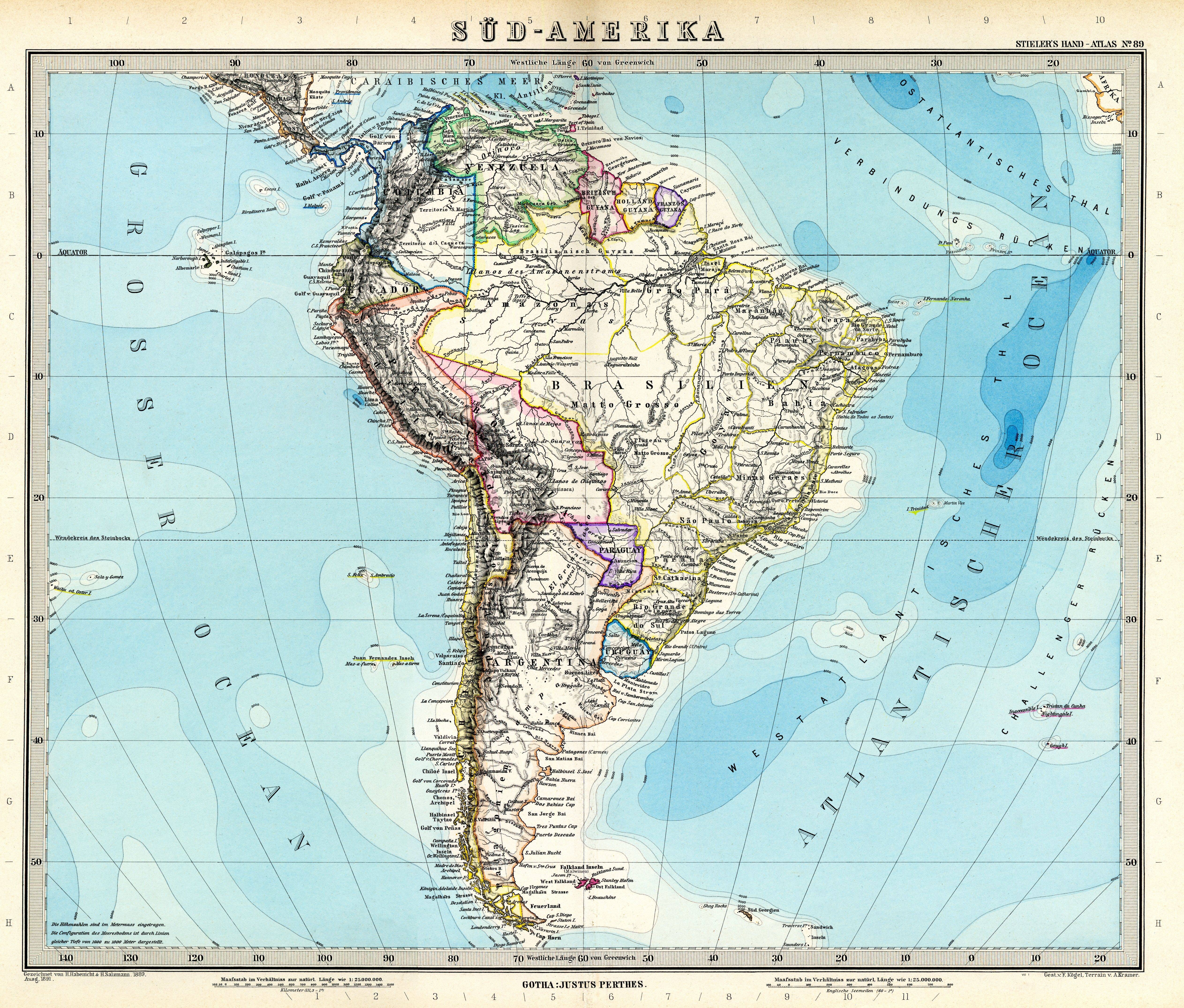
Deutsche Karte vor dem Vertrag von Petrópolis mit deutlich weiter nördlich verlaufender bolivianischer Grenze

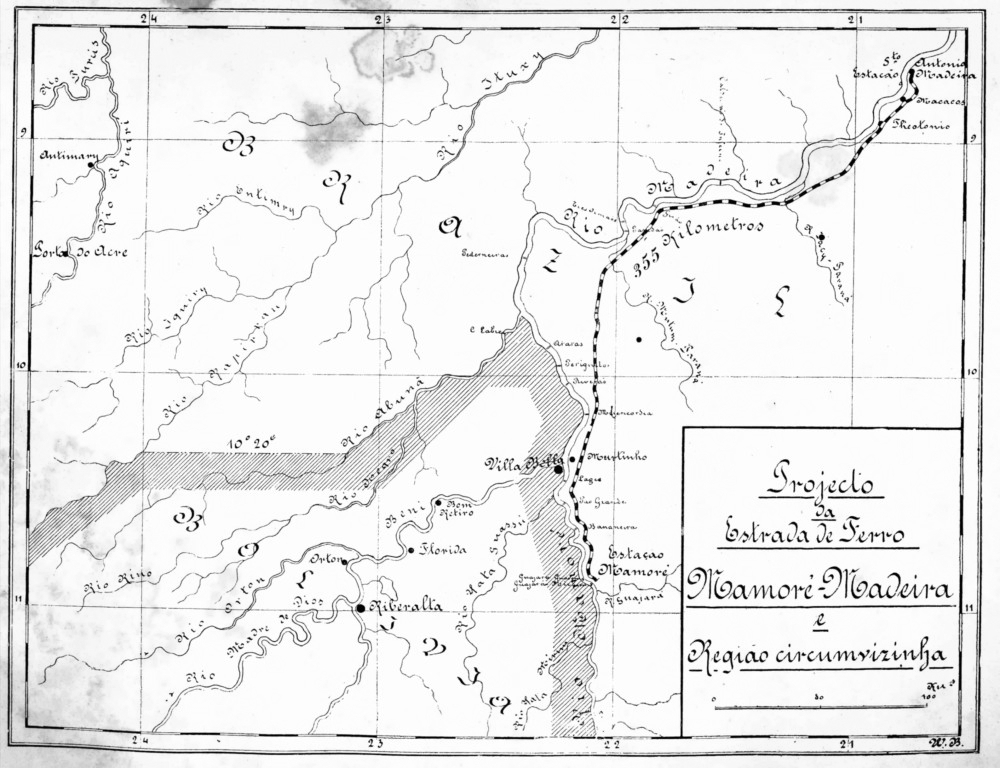
Plan der Madeira-Mamoré-Eisenbahn mit breit eingezeichnetem Teil des Grenzverlaufs

Der Vertrag von Petrópolis wurde am 17. November 1903 zwischen Bolivien und  Brasilien in Petrópolis geschlossen, beendete Grenzstreitigkeiten und bedeutete auch das Ende der nicht anerkannten „Republik Acre“. Das Brasilien zugesprochene Territorium ist heute der Bundesstaat Acre.
Die Unterzeichner waren für Brasilien: José Maria da Silva Paranhos Júnior, Baron von Rio Branco (Barão do Rio Branco) und Joaquim Francisco de Assis Brasil; für Bolivien: Fernando Eloy Guachalla und Claudio Pinilla.
Die „Republik Acre“ wurde am 1. Mai 1899 von Luiz Galvez Rodrigues de Arias als „Estado Independiente del Acre, Purús y Yacú“ ausgerufen. Sie umfasste ein Territorium, welches sowohl zu Bolivien als auch Peru gehörte, aber fast ausschließlich von brasilianischen Kautschuksammlern bewohnt war. Bolivien gründete daraufhin die Stadt Puerto Alonso (heute Porto Acre), um eine Verwaltung in dem bis dahin nicht beachteten Gebiet aufzubauen. Bolivien hatte nach Ansicht von C. G. Vera in der zweiten Hälfte des 19. Jahrhunderts die Strategie, Investoren aus den USA, Großbritannien und Frankreich Land zu gewähren, die von Brasilien als von den USA geförderte imperialistische Aktion interpretiert wurde.
1901 vermietete die Regierung Boliviens das Gebiet im Vertrag von Aramayo an amerikanische Investoren (The Bolivian Syndicate of New York), die am damaligen Kautschukboom verdienen wollten und gewährte ihnen Steuerfreiheit. Deshalb kam es zu einem Aufstand der Kautschuksammler unter Führung des brasilianischen Offiziers José Plácido de Castro. Die Aufständischen gewannen den Kampf und proklamierten erneut die unabhängige „Republik Acre“.
Bolivien und Brasilien einigten sich daraufhin auf einen Gebietstausch, bei dem Brasilien das Gebiet des heutigen Bundesstaates Acre erhielt und zum Tausch 3000 km² Land zwischen dem Rio Madeira und dem Río Abuná abgab. Der Vertrag sah auch die Zahlung von 2 Millionen Pfund Sterling an Bolivien vor und den Bau einer Verlängerung der Madeira-Mamoré-Eisenbahn von der brasilianischen Grenzstadt Guajará-Mirim am Río Mamoré bis zum bolivianischen Riberalta. Der Bahnabschnitt wurde allerdings nie gebaut.
Im Vertrag wurde auch festgelegt, dass der Grenzverlauf zwischen Brasilien und Peru festgelegt werden soll. Diese Verhandlungen führten 1909 unter argentinischer Verhandlungsführung in Rio de Janeiro dazu, dass Peru 39.000 km² des im Vertrag von Petrópolis Brasilien zugesprochenen Gebietes erhielt. Das Syndikat bekam eine Entschädigung von 110.000 Pfund Sterling.

## Film
Der Spielfilm Die versunkene Stadt Z (James Gray, 2016) erzählt sehr frei nach den historischen Fakten seine Abenteuergeschichte vor dem Hintergrund der durch den Vertrag von Petrópolis notwendig gewordenen Landvermessung.